# گریشا قاریبیان
گریشا (گریگور) آلکساندری قاریبیان (ارمنی: Գրիշա (Գրիգոր) Ալեքսանդրի Ղարիբյան؛  زادهٔ ۲۵ مهٔ ۱۹۳۰) یک اقتصاددان و استاد اهل ارمنستان است.

## زندگی‌نامه
در ۲۵ مهٔ ۱۹۳۰ در تسغوک به دنیا آمد و از دانشگاه دولتی ایروان (۱۹۵۴) فارغ‌التحصیل شد. وی همچنین برنده دانشمند شایسته جمهوری ارمنستان (۲۰۱۰) و مدال موسس خورناتسی (۲۰۰۰) شده است.

## یادداشت
1. ↑  տնտեսագիտության դոկտոր

افتتاحیه نمایشگاه نقاشی‌های گریگور قاریبیان در موزه هنرهای مردمی ایروان
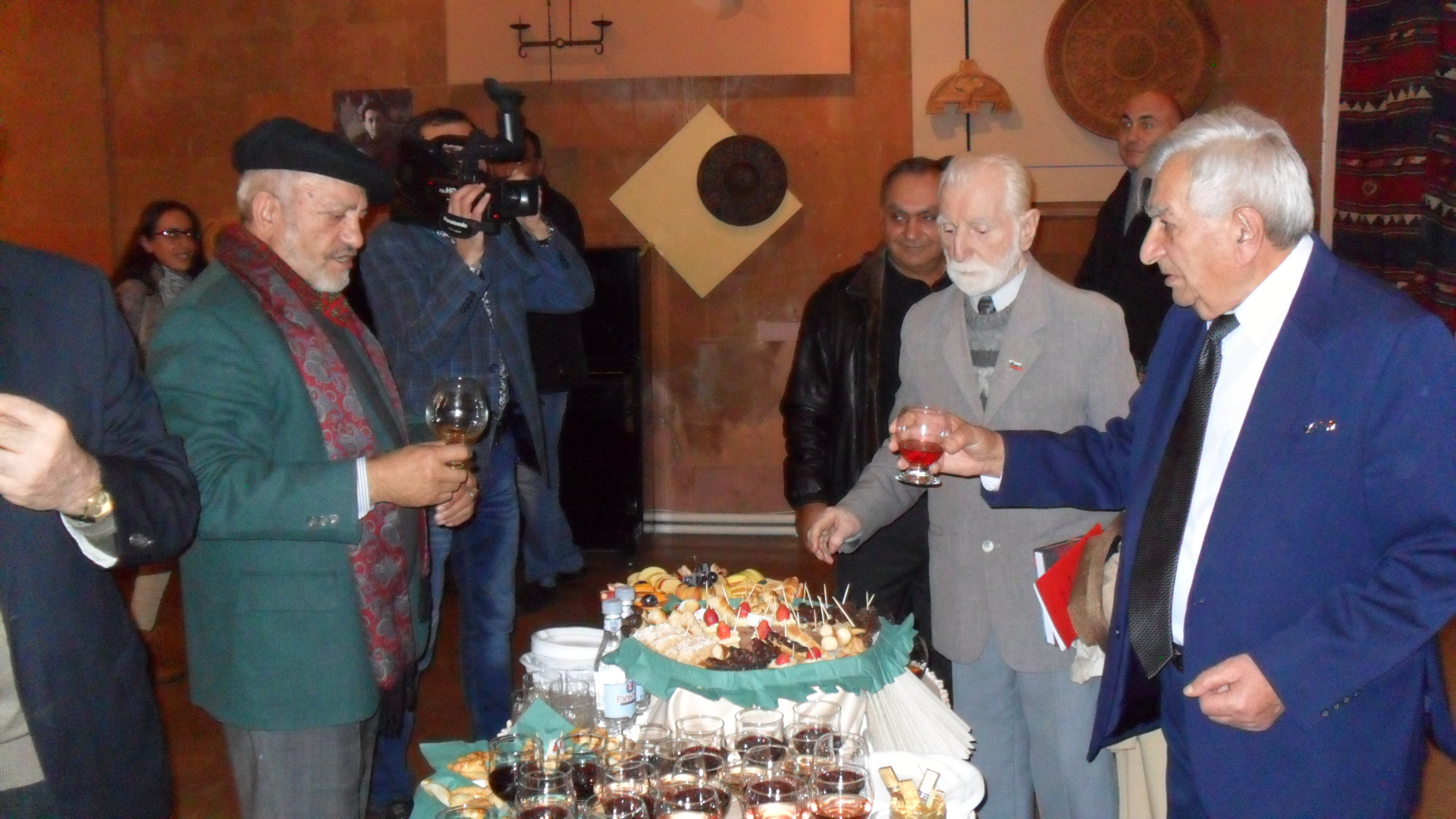
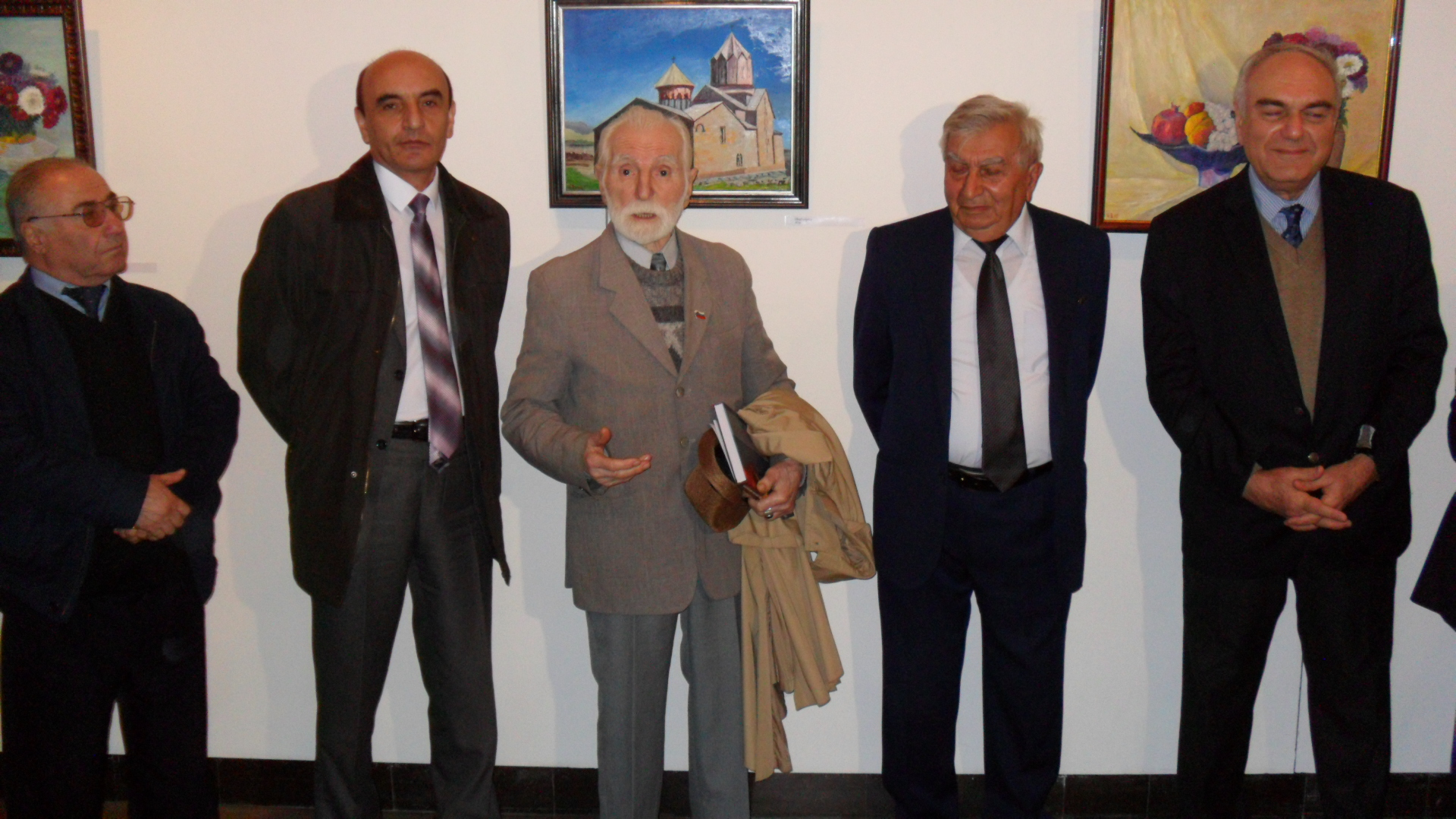
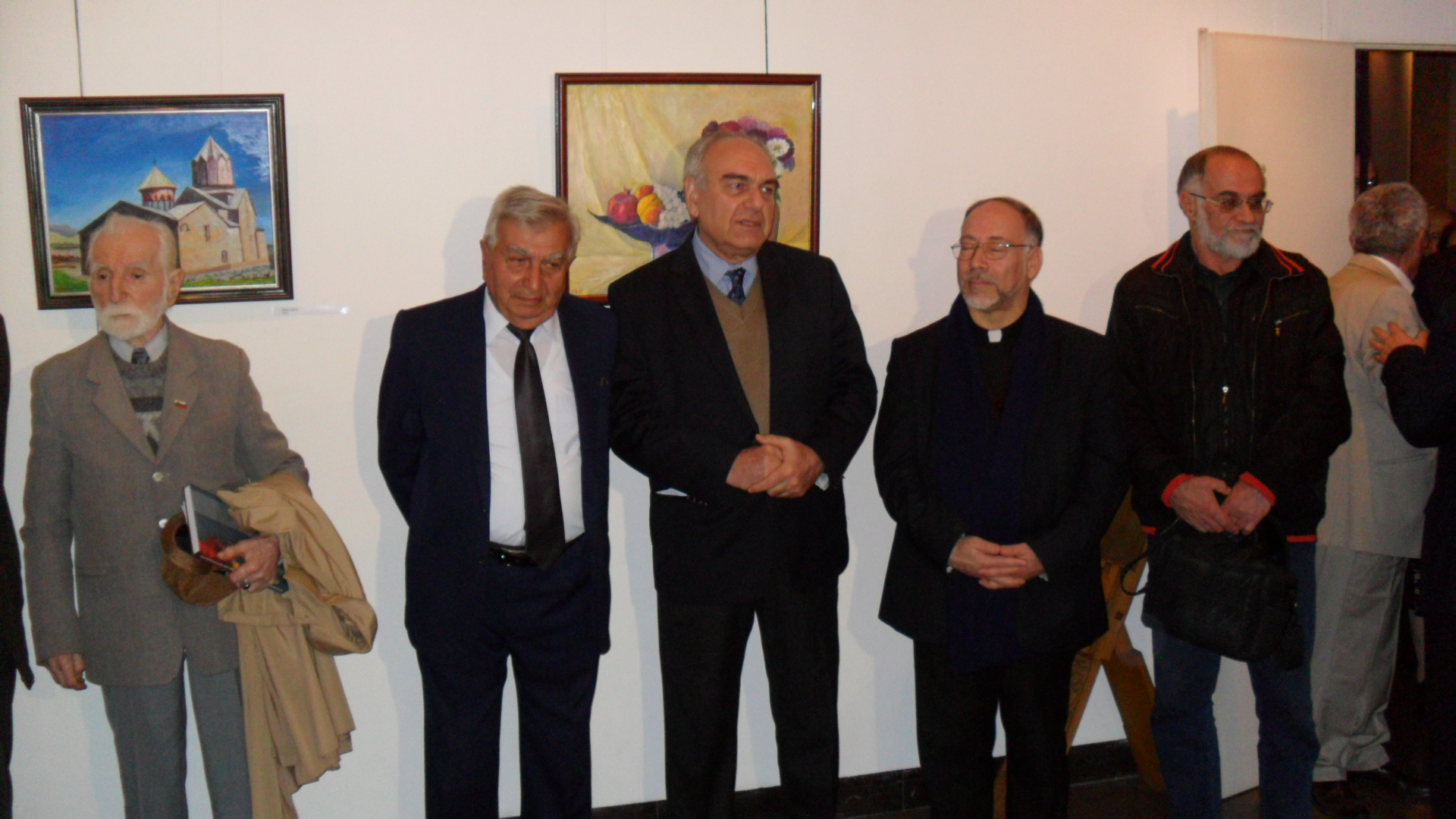
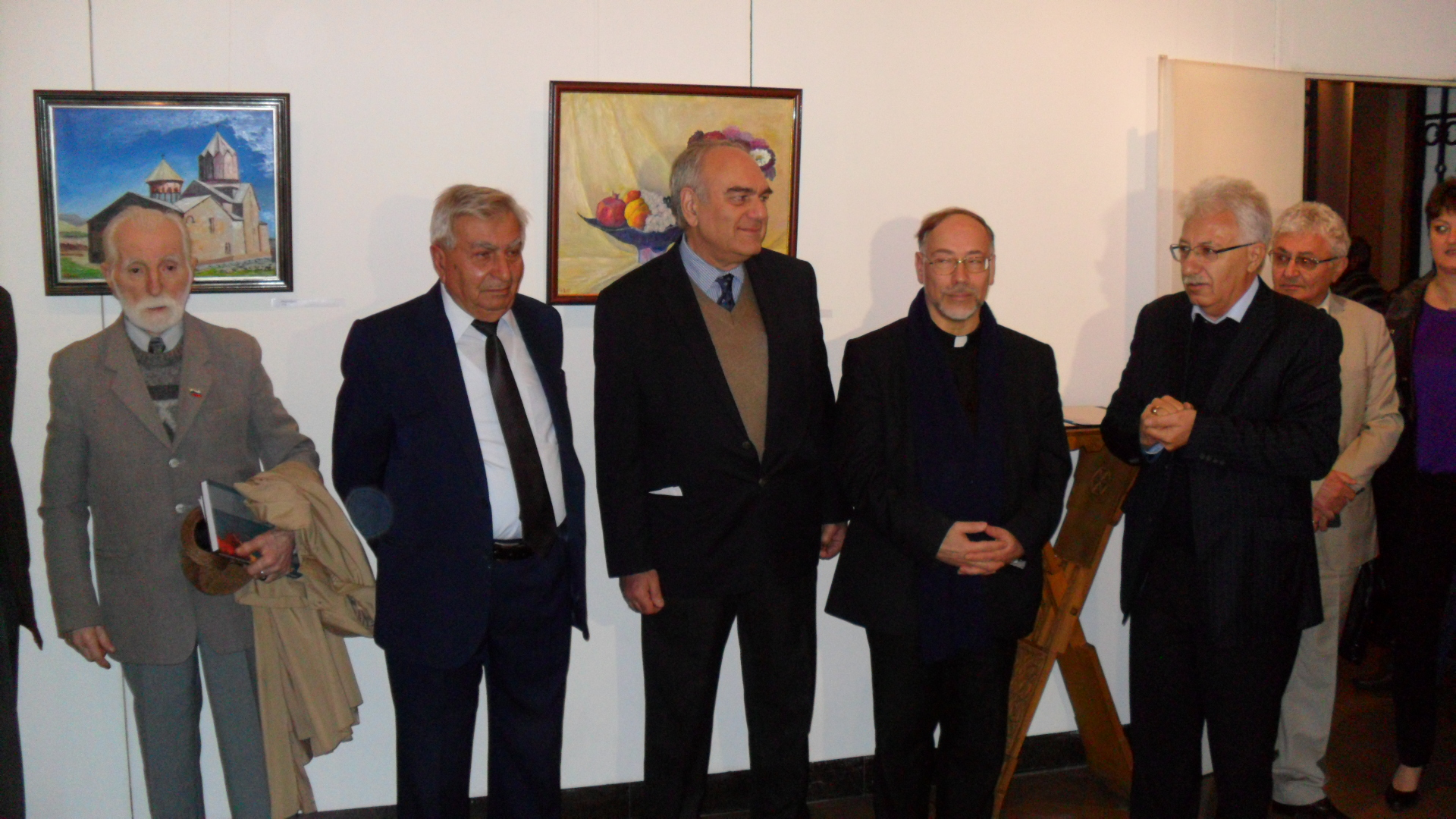
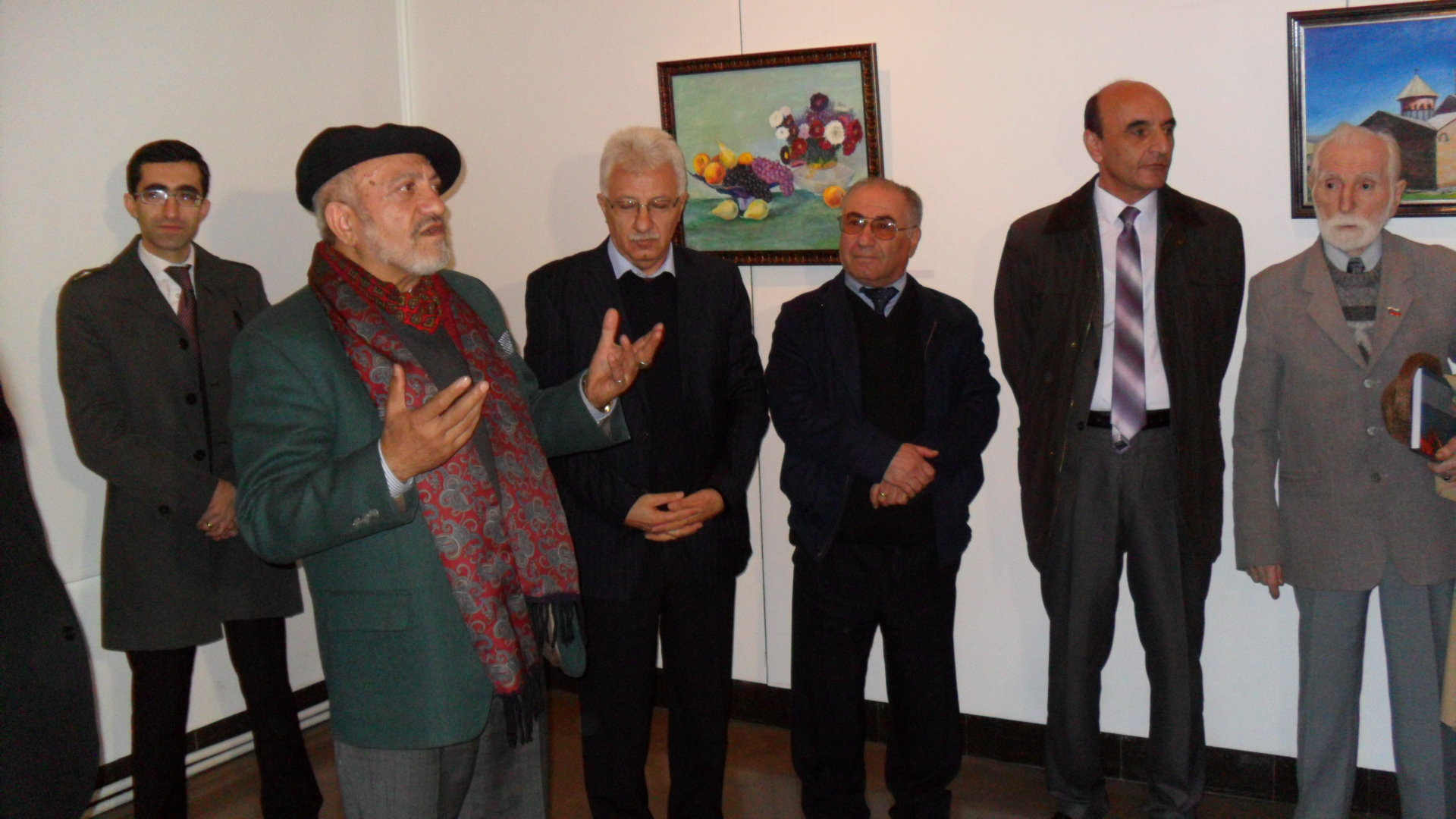